# Dipartimento di Kabbia
Il dipartimento di Kabbia è un dipartimento del Ciad facente parte della provincia di Mayo-Kebbi Est. Il capoluogo è Gounou Gaya.

## Comuni
Il dipartimento comprende i seguenti comuni:
- Berem
- Djodo Gassa
- Gounou Gaya
- Pont Carol